# Daniel Mojon

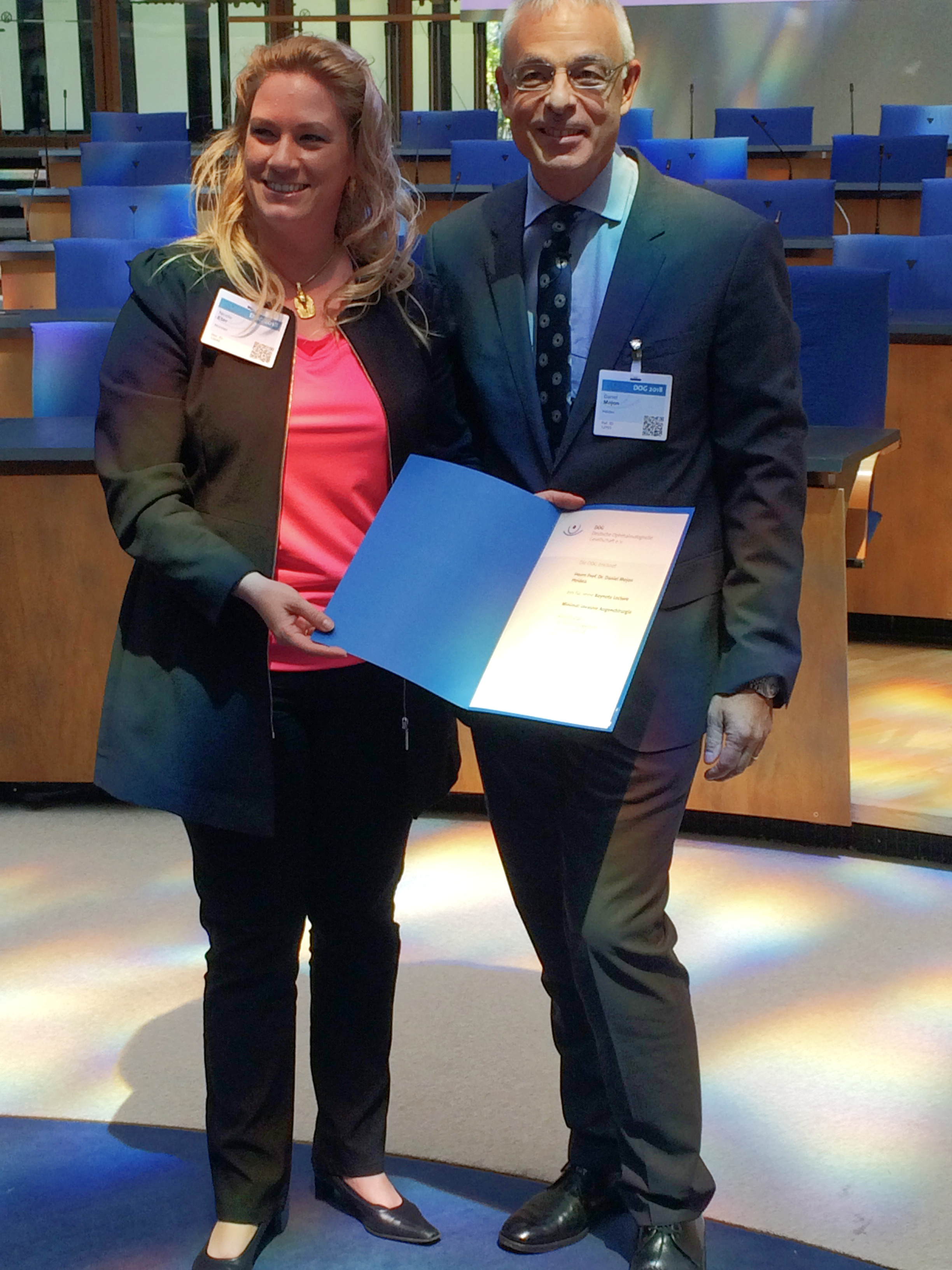
Daniel Mojon con el presidente del DOG, Prof. Dr. Nicole Eter, con motivo de su conferencia magistral, Bonn 2018.

Daniel Mojon (nacido el 29 de julio de 1963, en Berna, Suiza) es un oftalmólogo y cirujano oftálmico suizo que está considerado como el fundador de la cirugía de estrabismo mínimamente invasiva  (MISS).

## Carrera
Mojon, hijo del historiador de arte Luc Mojon, estudió medicina y cirugía en la Universidad de Berna y en la Columbia University de Nueva York en los Estados Unidos. Ha ocupado altos cargos en la Clínica Oftalmológica Universitaria de Berna y en la Clínica Oftalmológica del Hospital Cantonal de San Galo. Ha sido Jefe del Departamento de Estrabologia y Neuroftalmología del Hospital Universitario de Berna (Inselspital) y Jefe del Ambulatorio de Glaucoma. En la Clínica Oftalmológica del Hospital Cantonal de San Galo ha dirigido los laboratorios de Oculografía Experimental. En el año 2000 obtuvo su cátedra en la Clínica Oftalmológica Universitaria de Berna. Desde entonces imparte clases en la Universidad de Berna, donde se convirtió en profesor honorario en 2007; Mojon también trabaja como consultor en la Clínica Oftalmológica de la Universidad Johannes Kepler de Linz. En 2012, renunció a su puesto en el Hospital Cantonal de San Galo para dedicarse a la investigación y a la práctica privada. Mojon está casado con la economista de la salud Stefania Mojon-Azzi.

## Actividad científica
Los aspectos psicosociales de la estrabología son el eje principal de sus investigaciones científicas. Mojon ha demostrado en varios estudios hasta qué punto los pacientes con estrabismo se ven desfavorecidos y estigmatizados en la vida cotidiana. Mojon también ha desarrollado una forma microinvasiva de cirugía para el tratamiento del estrabismo (MISS) en la que, a diferencia de las técnicas convencionales de Harms o de incisión del fórnix conjuntival de Parks, sólo se abre la conjuntiva con incisiones muy pequeñas, del orden de 2-3 milímetros como máximo. Diez años después de su introducción, la seguridad de este método y la rehabilitación más rápida después de la cirugía son ampliamente reconocidas; sin embargo, para el cirujano es más difícil de aprender y realizar que la cirugía tradicional de corrección del estrabismo, que implica incisiones generalmente mayores de un centímetro.
Mojon ha introducido nuevas técnicas quirúrgicas mínimamente invasivas en el campo oftalmológico: la denominada VIP Technique (viscoelástico con irrigación)  para la cirugía de cataratas y la disección esclerocorneal profunda para el tratamiento quirúrgico del glaucoma. Otro eje central de la investigación de Mojon es el glaucoma; junto con su equipo ha demostrado, entre otras cosas, la estrecha correlación entre el síndrome de apnea obstructiva del sueño y esta frecuente enfermedad ocular. 
En 2016, junto con otros colegas oftalmólogos suizos (entre otros, el Dr. Dietmar Thumm, el Dr. Albert Franceschetti y el Profesor Carl Herbort), Daniel Mojon fundó la Academia Suiza de Oftalmología. El objetivo de la Fundación es promover activamente la garantía de calidad, la investigación y la formación profesional continua en la práctica de la oftalmología. En septiembre de 2018, Mojon fue el primer oftalmólogo suizo en impartir una Lectio Magistralis sobre el tema de la cirugía ocular mínimamente invasiva en el Congreso de la Deutsche Ophthalmologische Gesellschaft (DOG). En abril de 2019, la Universidad de Toronto invitó a Daniel Mojon a pronunciar una Honorary Lecture en el Jack Crawford Day en reconocimiento a sus contribuciones innovadoras en el campo de la oftalmología quirúrgica y, en particular, por la invención del MISS. En noviembre de 2020, la Academia Americana de Oftalmología (AAO) le distinguió como “Unsung Hero” (héroe no reconocido), un innovador de la cirugía ocular moderna que no ha recibido el debido reconocimiento. Daniel Mojon es el promotor de un congreso internacional para oftalmólogos especializados en cirugía de cataratas, que se celebró por primera vez en Zúrich en octubre de 2023.

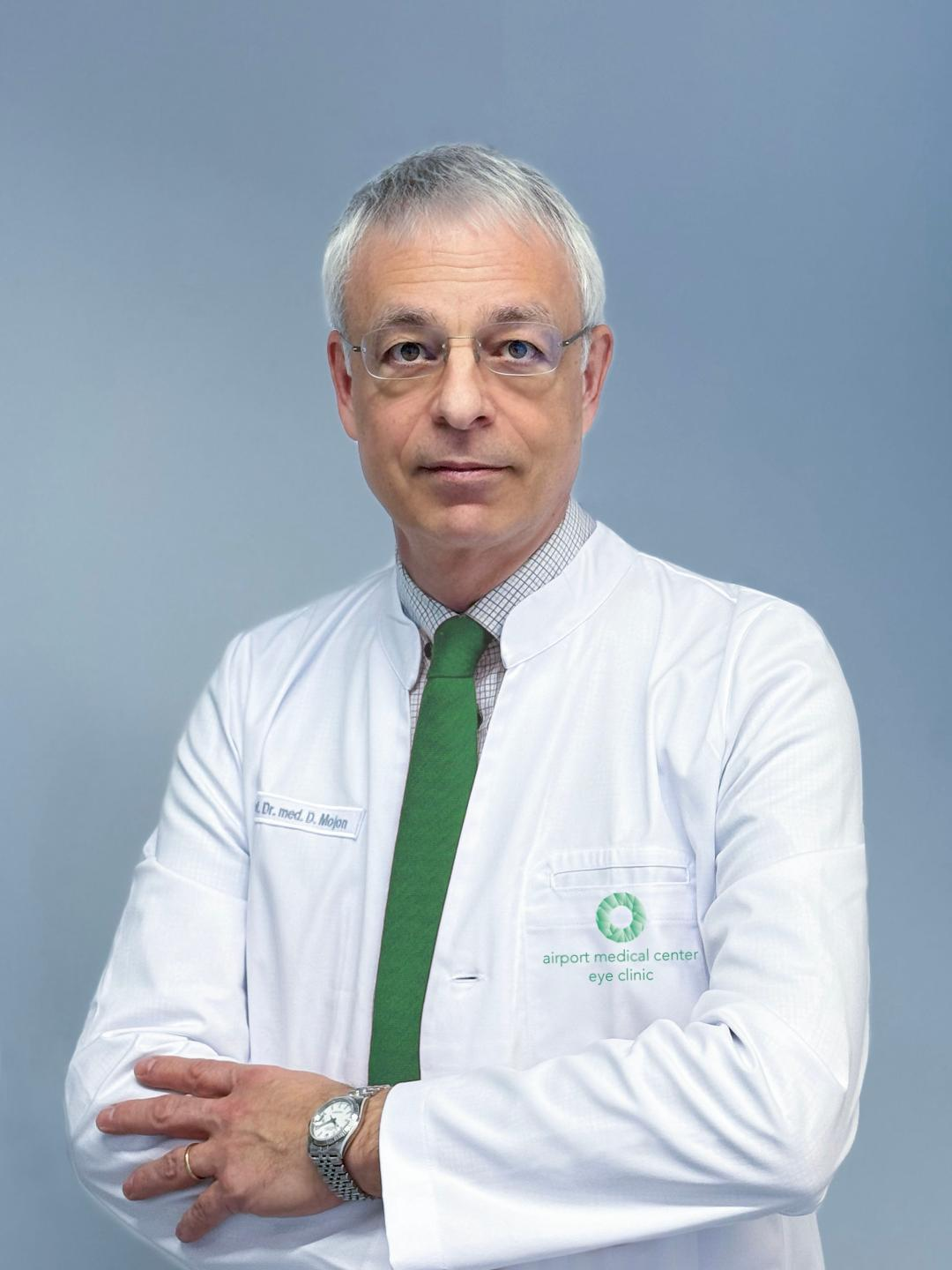
Dr. Prof. Daniel Mojon

## Artículos (selección)
- Ronald D. Gerste Daniel Mojon – Pionier der Minimally Invasive Strabismus Surgery (MISS), Schielen ist auch ein Stigma. En: Schweizerische Ärztezeitung (2019); 100(9), págs. 317–318.
- Daniel Mojon and Howard Fine (Editado por): Minimally invasive ophthalmic surgery. Springer, Berlin 2010. ISBN 978-3-642-02601-0
- D.S. Mojon, Früherkennung und Behandlung des Strabismus. En: Therapeutische Umschau. 73, 2016, págs. 67–73.
- S.M. Mojon-Azzi, D.S. Mojon, Opinion of headhunters about the ability of strabismic subjects to obtain employment. En: Ophthalmologica. 221, 2007, págs. 430–433.
- S.M. Mojon-Azzi, A. Kunz, D.S. Mojon, Strabismus and discrimination in children: are children with strabismus invited to fewer birthday parties? En: Br J Ophthalmol. 95, 2011, págs. 473–476.
- M. Kaup, S.M. Mojon-Azzi, A. Kunz, D.S. Mojon, Intraoperative conversion rate to a large, limbal opening in minimally invasive strabismus surgery (MISS). En: Graefes Arch Clin Exp Ophthalmol. 249, 2011, págs. 1553–1557.
- D.S. Mojon, Comparison of a new, minimally invasive strabismus surgery technique with the usual limbal approach for rectus muscle recession and plication. En: Br J Ophthalmol. 91, 2007, págs. 76–82.
- D.S. Mojon, Minimally invasive strabismus surgery for horizontal rectus muscle reoperations. En: Br J Ophthalmol. 92, 2008, págs. 1648–1652.
- Mojon DS. Minimally invasive strabismus surgery. Eye (Lond). 2015; 29: 225-33. doi:10.1038/eye.2014.281. Epub 2014 Nov 28